# Kabinet-Sprockel
Het kabinet-Sprockel was van 27 juni 1969 tot 12 december 1969 een interim-kabinet van de Nederlandse Antillen onder leiding van Gerald Sprockel. Het kabinet kwam tot stand na de crisis van 30 mei 1969 en is het vijfde Antilliaans kabinet sinds de inwerkingtreding van het Statuut voor het Koninkrijk der Nederlanden.
Tijdens de opstand van Trinta di mei eisten de vakbonden het vertrek van het zittende kabinet onder leiding van Ciro Kroon en nieuwe verkiezingen onder supervisie van de VN. Ondanks de ontbinding op 5 juni 1969 van de staten van de Nederlandse Antillen en het uitschrijven van nieuwe verkiezingen zag het kabinet-Jonckheer IV zich genoodzaakt af te treden wegens wantrouwen over eerlijke verkiezingen. 
Gouverneur Debrot zocht Gerald Sprockel aan als informateur en later als formateur. Hij kreeg als opdracht de mogelijkheid te onderzoeken om een interim-kabinet te vormen dat kan rekenen op samenwerking met de staten en dat zich zal belasten met de uitvoering van de uitgeschreven statenverkiezingen en het behartigen van lopende zaken. Gerald Sprockel werkte aan het hof van justitie als griffier en had in het verleden de functies van lid van het bestuurscollege en waarnemend gezaghebber van Curaçao bekleed. Met het slagen van zijn opdracht werd Sprockel premier van de Nederlandse Antillen.
Na de statenverkiezingen op 5 september 1969 stelde het interim-kabinet op 28 september 1969 zijn portefeuilles ter beschikking.

## Samenstelling
De ministers in het kabinet Sprockel waren hoofdzakelijk ambtelijke technocraten; hiervan waren drie afkomstig uit Curaçao en twee uit Aruba. De gevolmachtigd minister in Den Haag onder het kabinet-Kroon bleef in functie aan. 
| Ministerie                                                                        | Minister     | Partij |
| --------------------------------------------------------------------------------- | ------------ | ------ |
| Minister-President en tevens Minister van Algemene Zaken en Minister van Justitie | G.C.Sprockel |        |
| Minister van Sociale en Economische Zaken en tevens vicepremier                   | H.S. Weber   |        |
| Minister van Financiën en Welvaartszorg                                           | D.E. Calvo   |        |
| Minister van Onderwijs, Cultuur en Opvoeding en minister van Volksgezondheid      | A.J. Muyale  |        |
| Minister van Verkeer en Vervoer                                                   | F. Wernet    |        |
| Gevolmachtigd minister te Den Haag                                                | E. Jonckheer | DP     |

Jonckheer I · 
Jonckheer II · 
Jonckheer III · 
Jonckheer IV · 
 Sprockel · 
Petronia ·
Isa-Beaujon · 
Evertsz · 
Rozendal ·
Pourier I ·
Martina I ·
Martina II ·
Martina III ·
Liberia-Peters I ·
Martina IV ·
Liberia-Peters II ·
Liberia-Peters III ·
Paula · 
Pourier II ·
Römer ·
Pourier III ·
Ys I ·
Godett ·
Ys II ·
de Jongh-Elhage I ·
de Jongh-Elhage II ·